# Henri Prévost
Pour les articles homonymes, voir Prévost.
Ne doit pas être confondu avec Henri Prévot.
Henri Prévost, né le 6 mars 1904 à Donzy et mort le 4 novembre 1969 dans le 13e arrondissement de Paris, est un coureur cycliste français, professionnel de 1929 à 1930.
Il a participé aux éditions du Tour de France de 1929 et de 1930.

## Résultats sur les grands tours

### Tour de France
- 1929 : 53e[4]
- 1930 : 46e[4]